# Polizeiruf 110: Drei Flaschen Tokajer
Drei Flaschen Tokajer ist ein deutscher Kriminalfilm von Udo Witte aus dem Jahr 1989. Der auf dem gleichnamigen Roman von Klaus Möckel beruhende Fernsehfilm erschien als 131. Folge der Filmreihe Polizeiruf 110.

## Handlung
Kurz vor Weihnachten: Der Jugendliche Jörg Paulsen ist mit seinen Freunden wie regelmäßig am Wochenende in der Kneipe Goldbroiler, wo sie Alkohol trinken. Zur Clique gehören neben Jörgs Freundin Anne auch Anführer Karo, die junge Nina und Klette, der von allen als Schwächling angesehen und nicht ernst genommen wird. Karo versucht, Klette zum Trinken zu zwingen, doch spuckt der das hochprozentige Gemisch aus. Nina zeigt Anne eine Kette aus falschen Münzen, die Anne bewundert. Irgendwann ist die Clique betrunken, sodass der Wirt sie rauswirft. Die Gruppe will sich bei einem der Freunde treffen. Alkohol ist nur noch wenig da, sodass Jörg eine Mutprobe anbietet: Er will aus dem Keller des alten Zierau drei Flaschen Tokajer stehlen. Jörg gelingt es, in Zieraus Wohnung einzusteigen. Das sonst für die Katze angelehnte Seitenfenster ist zwar geschlossen, doch kennt Jörg die Lage eines Ersatzschlüssels. Er begibt sich zum Keller und nimmt die drei Flaschen an sich, entkorkt jedoch die erste bereits vor Ort und trinkt sie leer. Irgendwann erwacht er halbnüchtern und begibt sich in Zieraus Wohnzimmer. Er entdeckt die Leiche des Hausbesitzers und flieht panisch aus dem Haus. Die Flaschen lässt er zurück.
In seiner Wohnung schläft er sich aus und wird mittags von Klette aufgesucht. Er berichtet ihm, dass Zierau tot ist und er nicht wisse, wie es passiert sei. Zwischen der Zeit im Keller und dem Auffinden des Toten kann er sich an nichts erinnern. Klette deutet an, dass schon so mancher im Rausch andere erschlagen habe, sich aber nicht daran erinnern könne. Jörg sucht seine Freunde auf und bittet sie, zu schweigen. Anne deckt ihn vor den Ermittlern Oberleutnant Jürgen Hübner und Oberleutnant Lutz Zimmermann, indem sie behauptet, Jörg sei die ganze Nacht bei ihr gewesen. Die Ermittler haben jedoch genügend Beweise für Jörgs Täterschaft: Die Flaschen am Tatort tragen seine Fingerspuren, sein Fußabdruck wurde im Garten gesichert, in der Wohnung fand man seine leere Zigarettenschachtel und auf der Flucht aus dem Haus wurde er von einem Nachbarn Zieraus gesehen. Jörg kannte sich im Haus aus, hat er doch lange zur Untermiete Zieraus gewohnt, bis er im Streit auszog.
Jörg wird nach einer längeren Flucht festgenommen. Sein Gedächtnis ist noch nicht zurückgekehrt, doch ahnen die Ermittler, dass die Täterschaft nicht eindeutig ist: Weder fand sich das Tatwerkzeug, noch können Lutz Zimmermann und Jürgen Hübner erklären, warum Zierau bereits 2 Uhr nachts erschlagen worden sein soll, Jörg aber erst am Morgen dessen Haus verließ. Jörgs Erinnerung kommt stückweise zurück. Er weiß jetzt, dass er den Keller verlassen hat und auf Zieraus Leiche starrte. Er ist überzeugt, die Tat begangen zu haben, und legt ein Geständnis ab. Den genauen Tathergang kann er jedoch nicht beschreiben. Erst später wird ihm klar, dass ein anderer Mensch im Haus gewesen sein muss. Eine Tür, die er angelehnt hatte, stand plötzlich offen. Er erinnert sich nun auch, dass er die Leiche unter einer herabgefallenen Gardine entdeckte. Ein Windspiel, an das er beim Betreten der Wohnung gestoßen war, klingelte zudem, ohne dass er in der Nähe war. Jörg wird aus der Untersuchungshaft entlassen, da er sich auch erinnert, das am Tatort gefundene Zigarettenpäckchen bereits im Goldbroiler zurückgelassen zu haben. Er kann den Ermittlern zudem von Machenschaften Zieraus berichten, so sei er ein Münzsammler gewesen, der unter anderem eine alte Frau um ihre wertvollen Münzen gebracht habe. Für die in einem kunstvollen Kästchen aufbewahrten Stücke hatte er ihr nur einen Bruchteil des tatsächlichen Werts bezahlt.
Jörg wird von Anne am Untersuchungsgefängnis abgeholt. Wie die Ermittler fragt sich nun auch Jörg, wer die Tat begangen haben könnte. Karo hält Kellner Leo Braun für verdächtig. Er hat Geld gebraucht und hätte so ein Motiv gehabt. Die Zigarettenschachtel hätte er beim Abräumen ihres Tischs an sich nehmen können. Jörg beschattet Leo, kann ihn so jedoch nur des Raubes in einem Getränkekombinat überführen. Leo wird festgenommen. Am Ende wird Klette von Cliquenmitgliedern verdächtigt. Er hatte sich am Abend merkwürdig verhalten und war mit seinem Motorrad unterwegs. Später interessierte er sich auffällig für die Fragen der Polizei und fragte bei Freunden nach, ob sich die Ermittler auch nach ihm erkundigt hätten. Anne, die von dem Verdacht hört, benachrichtigt die Ermittler. Die begeben sich zu Klettes Haus. Dort ist bereits Jörg eingetroffen und stellt Klette zur Rede. Er sieht in dessen Zimmer nicht nur einen kleinen Schrein mit zahlreichen Fotos von Anne. Er findet auch das Schmuckkästchen, in dem sich die Münzen Zieraus befanden. Klette hat aus den Münzen eine Kette für Anne gebastelt, habe sie doch Ninas Kette so bewundert. Klette verehrt Anne, weil sie als eine der wenigen der Clique gut zu ihm war. Es kommt zur Schlägerei zwischen Klette und Jörg, die mit dem Geständnis Klettes endet. Er wollte Zieraus Münzen für die Kette stehlen und hat ihn mit dem Schmuckkästchen erschlagen. Die Zigarettenpackung hat er am Tatort verloren; an sich genommen hatte er sie, weil Anne an dem Abend ein kleines Bild darauf gemalt hatte. Jörg führt Klette aus dem Haus und drängt ihn über die Felder zur nächsten Straße. Hier warten bereits die Ermittler auf beide und nehmen Klette fest.

## Produktion
Drei Flaschen Tokajer wurde vom 10. Dezember 1988 bis 5. März 1989 in Wismar gedreht. Die Kostüme des Films schuf Joachim Voeltzke, die Filmbauten stammen von Christa Köppen. Der Film erlebte am 27. August 1989 im 1. Programm des Fernsehens der DDR seine Premiere. Die Zuschauerbeteiligung lag bei 33,6 Prozent.
Es war die 131. Folge der Filmreihe Polizeiruf 110. Oberleutnant Jürgen Hübner ermittelte in seinem 57. Fall und Oberleutnant Lutz Zimmermann in seinem 20. Fall.